# Euclydes Barbosa
Euclydes Barbosa, ismertebb nevén Jaú (São Paulo, 1909. december 7. – 1988. február 26.) brazil labdarúgóhátvéd.

## Pályafutása

### Klubcsapatokban
A São Paulói Scarpo nevű együttesben kezdte a pályafutását. Öt évig a Corinthians Paulista klubban 143 meccset játszott. 1937-ben a São Paulo állam bajnokságának győztese lett a csapattal. Egy vesztegetési botrány után Jaú elhagyta a klubot, Rio de Janeiroba ment. Csatlakozott a CR Vasco da Gamához, amelyet hat évig erősített. A továbbiakban rövidebb időszakokban három klubnál játszott, mielőtt 1944-ben befejezte a pályafutását.

### A válogatottban
1937-ben részt vett az 1937-es Copa Américán. Az első és a következő öt meccsen csapatkapitányként játszott. Ezt a pozíciót az 1938-as világbajnokságig megtartotta. A tornán az öt találkozóból csak egyen játszott. 1940-ben szerepelt a Copa Rocán.

## Fordítás
- Ez a szócikk részben vagy egészben  az   Euclydes Barbosa című német Wikipédia-szócikk ezen változatának fordításán alapul.  Az eredeti cikk szerkesztőit annak laptörténete sorolja fel. Ez a jelzés csupán a megfogalmazás eredetét és a szerzői jogokat jelzi, nem szolgál a cikkben szereplő információk forrásmegjelöléseként.